# Landelijke Belangen Vereniging
De Landelijke Belangen Vereniging (LBV) is een Nederlandse vakbond. De LBV vertegenwoordigt werknemers binnen een klein aantal cao's, onder andere dakdekkers, glazenwassers, tankstations en in de uitzend- en payrollbranch.

## Geschiedenis
De LBV is opgericht als de Landelijke Bedrijfsorganisatie Verkeer, die onderdeel was van het Onafhankelijk Verbond van Bedrijfsorganisaties (OVB). De OVB is op haar beurt weer ontstaan als een afsplitsing van de Eenheids Vakcentrale (EVC). De EVC was in de nadagen van de Tweede Wereldoorlog opgericht als een doorbraakorganisatie, onder invloed van de CPN.
Ondanks het vroege succes (de EVC had direct na de oorlog 160.000 leden) viel de bond uiteen door de beginnende Koude Oorlog en de onenigheid over de groeiende invloed van de CPN binnen de EVC. Dit leidde in 1948 tot een splitsing in de EVC, waarbij voornamelijk Rotterdamse leden het OVB oprichtte. Het OVB bestond uit een gemêleerd gezelschap van anarchisten, communisten, trotskisten en vrije socialisten en kende in 1969 zo'n 6.000 leden.
Het OVB geloofde vooral in directe actie en wees daarom cao-onderhandelingen als actiemiddel af. Dit leidde tot spanningen met de LBV, die in 1994 haar eerste cao afsloot met de NBBU. In 1998 scheidde de wegen tussen de OVB en de LBV. De OVB zou, via een reeks fusies, uiteindelijk opgaan in de Vrije Bond.
Sindsdien heeft de LBV haar invloed uitgebreid en heeft een stabiele werkorganisaties van elf personen.

## Kritiek
Sinds dat de LBV cao's afsluit wordt de bond bekritiseerd door onder andere de grotere vakcentrale FNV als een gele vakbond. De LBV wordt verweten zich voornamelijk richten op de cao's aan de onderkant van de arbeidsmarkt, waar bonden weinig positie hebben. De bond zou dan vervolgens cao's afsluiten met slechte voorwaarden om zo de werkgeversbijdrage op te kunnen strijken. Daarnaast richt de bond soms nieuwe cao's op die slechter zijn dan bestaande cao's, zoals in het geval van de cao Hellende Daken, die eerder viel onder de betere cao Bouwnijverheid.

## Rechtszaak met FNV
In 2024 spande de Federatie Nederlandse Vakbeweging (FNV) een rechtszaak aan tegen de LBV. De FNV stelde daarbij onder meer ter discussie of de LBV voldoende onafhankelijk opereert om cao's te mogen afsluiten. De rechtbank oordeelde op 11 april 2025 dat de LBV voldoet aan de wettelijke eisen voor vakbonden en haar rol als cao-partij mag behouden. Volgens de rechter is er geen sprake van verboden beïnvloeding door werkgevers en handelt de LBV binnen de kaders van de wet. De uitspraak werd door de LBV verwelkomd als bevestiging van haar positie in het Nederlandse vakbondsoverleg.